# St. Andrä (Freising)

Die Andreaskirche (rechts) neben dem Dom und der Residenz (nach einem Kupferstich von Michael Wening)

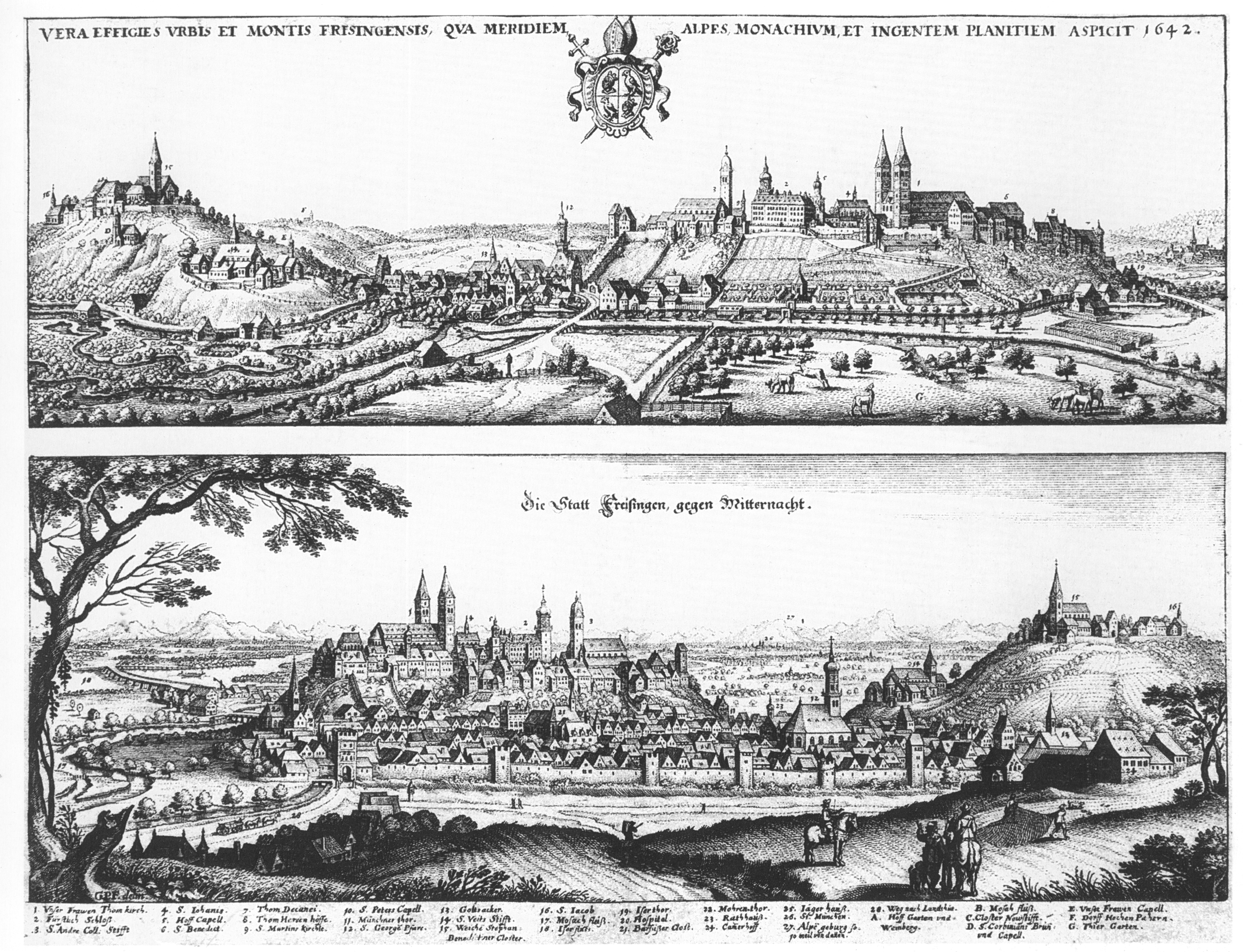
Die Stiftskirche auf einem Kupferstich in der „Topographia Germaniae“ des Matthaeus Merian, 1642; oben die linke Kirche unten die rechte Kirche auf dem Domberg

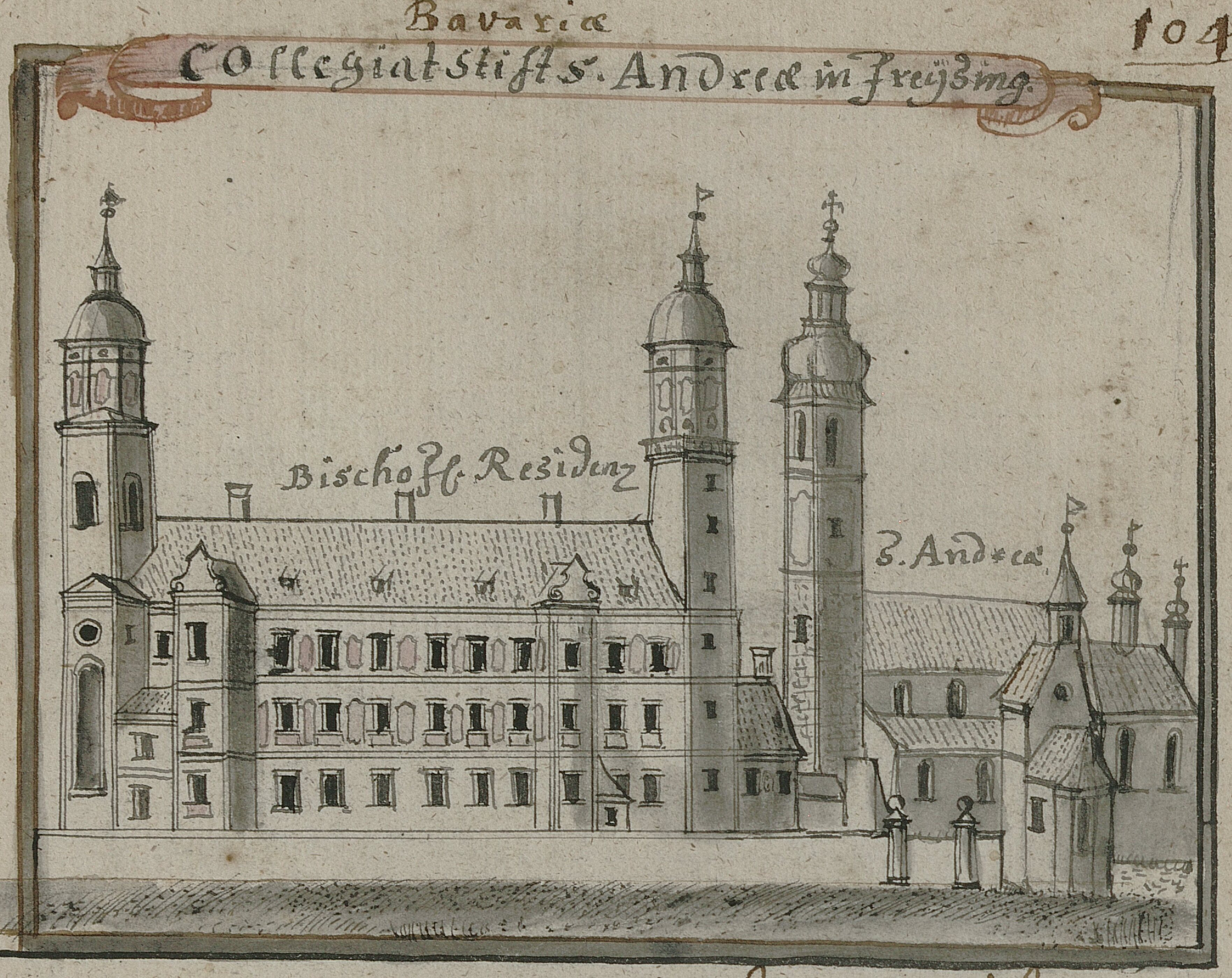
Residenz und Stiftskirche, Zeichnung von Friedrich Bernhard Werner, 18. Jh.

Das Kollegiatstift St. Andreas war ein Kollegiatstift auf dem Domberg in Freising (Domannexstift). Die Gebäude des Stifts lagen auf dem westlichen Teil des Dombergs, westlich der Fürstbischöflichen Residenz. Die Stiftskirche war nach dem Dom die zweitgrößte Kirche von Freising; zum Stift gehörten auch acht Pfarreien mit 30 Filialen.

## Geschichte
Schon im 8. Jahrhundert gab es an dieser Stelle ein Stift. Dieses trug den Namen Hugibertsmünster und wurde vor 720 durch Hugibert, einem Priester, als Sippenklosterstiftung gegründet. Um das Jahr 770 gab es eine Schenkung an das Monasterium Hukiperthi und die Kirche St. Andreas. Während das Benediktinerkloster vermutlich das 10. Jahrhundert nicht überdauerte, bestand die dem Apostel Andreas geweihte Kirche weiter.
Das Stift St. Andreas wurde vor 1062 von Bischof Ellenhard gegründet. Ein schriftliches Dokument vom 24. Oktober 1062 existiert in Form einer Schenkungsurkunde von Heinrich IV, in der einige Fiskalgüter in Pirano und Cittanova in Istrien an das Stift übertragen wurden. Die von Ellenhard an das Stift übertragenen Güter entnahm er den Bischofsgütern und seinen elterlichen Erbgütern bei Meran. Zum Stift gehörte auch die gleichnamige Pfarrei; bis zur Säkularisation eine der drei Pfarreien in Freising – neben St. Veit am Osthang des Weihenstephaner Berges und St. Georg mitten in der Stadt. Die Pfarrei St. Andreas umfasste außer dem Domberg nur noch den Bereich Am Wörth und einige Häuser vor dem Münchner Tor. Die Hauptaufgabe der anfangs 21 Kanoniker von St. Andreas lag in der Assistenz der Liturgie im Freisinger Dom. Im Laufe der Zeit sank die Zahl der Kanoniker. Im Jahre 1601 hatte das Stift noch 18 Mitglieder und ab dem 17. Jahrhundert nur noch zwölf.

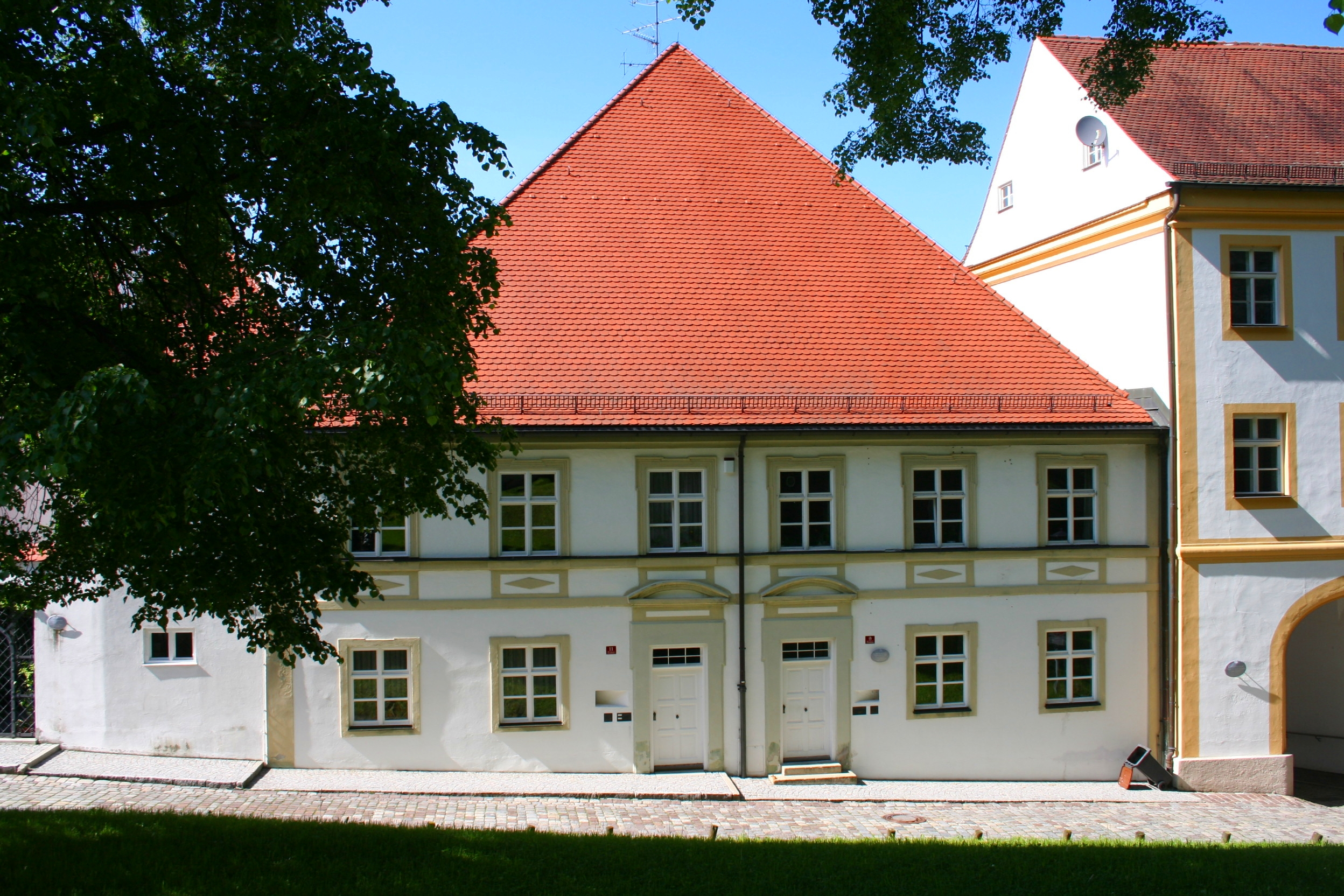
Korbinian- und Nonnosushof; Ehemalige Chorherrenhöfe von St. Andreas

Das Stift wurde am 27. November 1802 im Zuge der Säkularisation aufgehoben. Zum Jahresende 1803 wurden alle zugehörigen Kirchen versperrt. Die Einrichtungsgegenstände wurden versteigert und am 23. Dezember 1803 ordnete Kurfürst Maximilian IV. Joseph den Abbruch der Gebäude an. Die Pfarrei St. Andreas wurde in die Pfarrei St. Georg eingegliedert.
Auf dem Gelände des Propsteihofes wurde später unter Nutzung dessen Bausubstanz das Erzbischöfliches Knabenseminar erbaut in dem heute das Diözesanmuseum Freising seinen Sitz hat. Auch der Andreasbrunnen von 1697 erinnert an das Stift. Daneben sind noch einige Herrenhöfe der Kanoniker erhalten. Erhalten ist auch das freistehende Gebäude – südwestlich des Diözesanmuseums – das ehemalige Archiv von St. Andrä.

## Personen

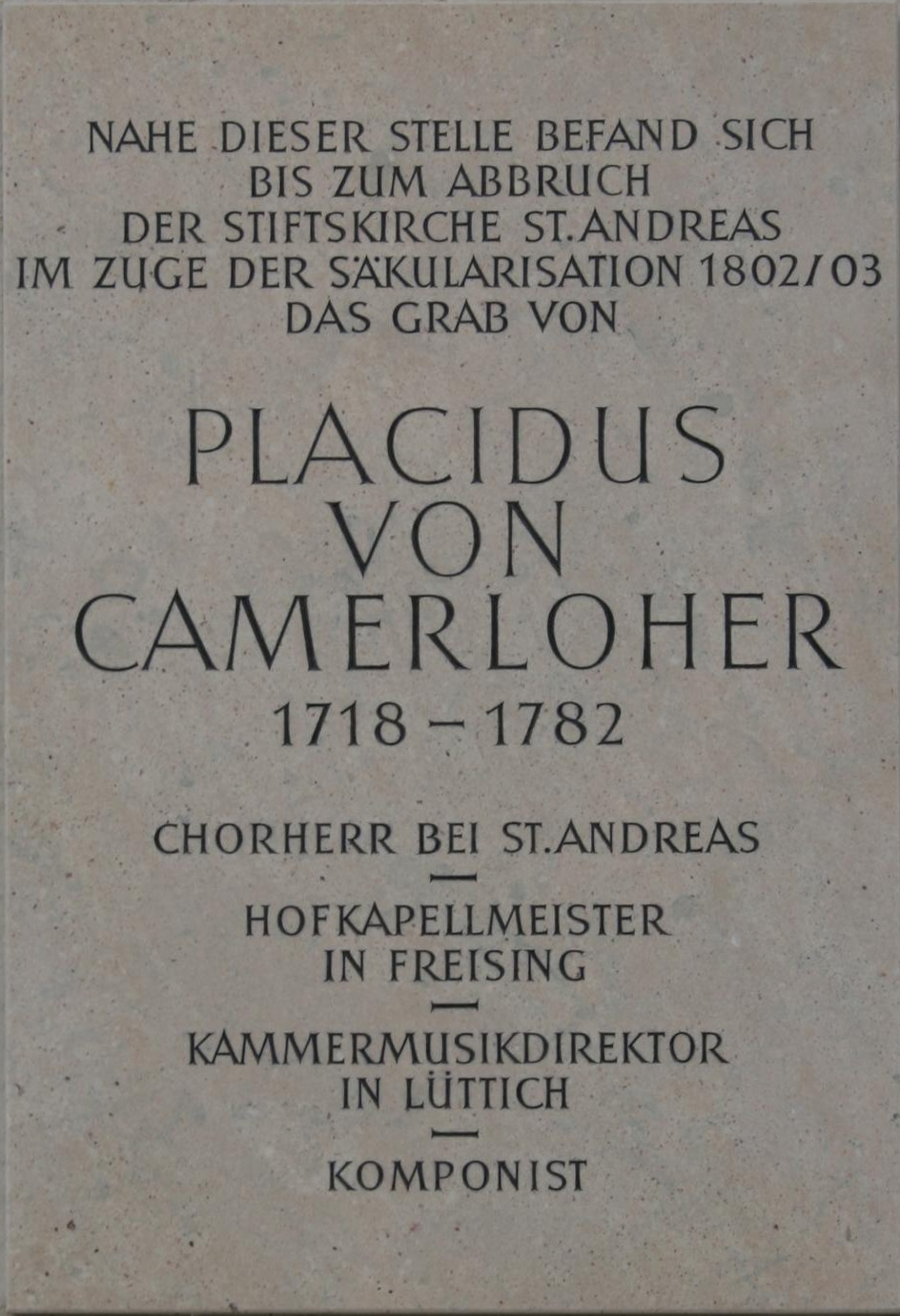
Gedenkstein für Placidus von Camerloher am Diözesanmuseum

Einer der ersten Kanoniker war Batho von Freising. Den Bischöfen wurde die Propstwürde zuerkannt, um ihre Reisetätigkeit mit den mit dieser Würde verbundenen Pfründen zu unterstützen. Ob sie ihrer Propstwürde in Freising jedoch nachkamen, ist unbekannt.

### Reihe der Pröpste
Quelle
- Rudolph, 1104
- Gottfried, um 1125, 1129
- Wichmann, 1129–1147
- Otto von Moosen, 1147, † 1165
- Heinrich I., 1168, 1170
- Conrad I. Wittelzhofer, 1180–1198
- Heinrich II., 1206, 1220
- Friedrich von Schwabing, 1224, 1267
- Emicho von Alzey, 1267, 1277
- Gerhard von Alzey, 1283, † 1312
- Conrad II. von Ehrenfels, 1312–1341
- Wernher, 1345, 1346
- Conrad III. von Schaumberg, 1349
- Ulrich I. von Massenhausen, 1354, † 1369
- Conrad IV. von Grunertshofen, 1369–1390
- Hermann von Pillefeld, 1392, 1298
- Georg I. von Aresing, 1405, 1407
- Hildebrand von Kammer, 1408, 1409
- Johann I. Durlacher, 1410–1415
- Heinrich III. Fleckel, 1415–1418
- Johann II. Türndl, 1421, 1431
- Heinrich IV. Fleckel, 1433, 1436
- Georg II. von Egling, 1436, 1437
- Ulrich II. von Nußdorf, 1440, 1444
- Diepold Aichberger, 1445, † 1447
- Johann III. Simonis, 1447–1461
- Paul Neumaier, 1462–1471
- Heinrich Baruther, 1471–1481
- Conrad V. Kranz, 1484, † 1485
- Markus Hörnlein, 1486–1517
- Matthäus Hörnlein, 1517–1535
- Hieronymus Busilidius, 1535–1558
- Otto von Waldburg, 1558
- Johann IV. Pfister, 1560–1562
- Ludwig Schrenk, 1583–1608
- Johann V. Baptist Rembold, 1608
- Rupert Auer, 1621
- Melchior Klesl, 1627–1630
- Ernst Adalbert von Harrach, 1630–1667
- Andreas Hülling, 1668–1670
- Andreas Graf von Lanterini, 1670–1707
- Alexander Clemens von Scarlatti, 1707–1725
- Christoph Ignaz Franz Benno von Eckher, 1725–1770
- Josef Dominik von Taufkirchen, 1770–1772
- Ernest Johann Nepomuk von Herberstein, 1772–1788
- Franz Josef von Stengel, 1788
- Ludwig Adam Graf von Ezdorf, 1789–1802 (Domkapitular in Freising und Regensburg, Probst zu St. Emmeram in Spalt, Großkreuz des St. Michaels-Ordens, Fürstlich freisingscher Hofkastner)[3]

### Bekannte Kanoniker
- Klemens Alois Baader Theologe
- Placidus von Camerloher
- Joseph Jakob von Heckenstaller
- Philipp Franz Lindmayr, um  1719, Diözesanvisitator, Gründer des Peterspakts, der späteren Bruderschaft an der Peterkapelle[4]
- Johann Baptist Spangher, Dr. theol., Passauischer und freisingscher wirklicher geistlicher Rat, Domkustos. (* 1753)[5]
- Konrad Wilbrecht, um 1378[6] auch Pfarrer in St. Peter (München)

## Gebäude

### Stiftskirche
Die Stiftskirche St. Andreas war eine romanische Basilika mit drei Kirchenschiffen. Insgesamt befanden sich im Innenraum zehn Altäre. Ab 1756 wurde die Kirche von Johann Baptist Zimmermann (Stuck), Franz Xaver Wunderer (Fresken) und Ignaz Günther neu ausgestattet. Zuvor waren Gemälde von Hans von Aachen, Peter Candid, Joachim Sandrart, Johann Sebastian Degler, Andreas Wolff und Franz Joseph Lederer Teil der Ausstattung. Aus gotischer Zeit stammten unter anderem Teile des Chorgestühls und lebensgroße Apostelfiguren. Im Zuge der Säkularisation wurde die Kirche am 31. Dezember 1802 geschlossen und später abgerissen. Der Hochaltar von Ignaz Günther kam nach Partenkirchen und verbrannte dort im Jahr 1865.

### Martinskapelle
Die Kapelle wurde nach dem Brand 1159 erbaut, bei dem alle Gebäude auf dem Domberg zerstört wurden. Der Ziegelbau war 12 m lang und 8 m breit mit einer nach Osten gerichteten Apsis. Innerhalb des Stiftes diente die Kapelle als Friedhofs und Pfarrkirche.
Im Zuge der Säkularisation wurde die Kapelle profaniert und für die Aufbewahrung der Feuerwehrgerätschaften verwendet. Dafür wurde in die Westseite ein neues größeres Tor gebrochen und der Südeingang vermauert. Ab Mitte des 19. Jahrhunderts diente der Raum als Vorläufer des heutigen Diözesanmuseums. Dort wurden die gesammelten Kunstwerke des Priesterseminars ausgestellt, bevor diese Ausstellung in den südlichen Domturm verlegt wurde. Letztendlich wurde das Gebäude als Lagerraum für Kartoffeln und Kraut genutzt.
Beim Bau eines Erweiterungsbaus des Priesterseminars (heute Kardinal-Döpfner Hauses) ab 1900 wurde auf die Kapelle noch Rücksicht genommen. 1959 wurde sie jedoch beim Neubau des Erweiterungsbaus, trotz Protesten von mehreren Seiten, abgerissen.